# Aristobatina principalis
Aristobatina principalis är en tvåvingeart som först beskrevs av Frey 1929.  Aristobatina principalis ingår i släktet Aristobatina och familjen skridflugor. Inga underarter finns listade i Catalogue of Life.